# Miljömärkning Sverige
Miljömärkning Sverige AB, tidigare SIS Miljömärkning AB, är ett svenskt statligt företag som sköter, på regeringens uppdrag, den nordiska miljömärkningen Svanen och den Europeiska motsvarigheten EU-blomman. Verksamheten drivs utan bransch- eller vinstsyfte. Genom miljömärkningen får konsumenterna hjälp till att göra miljöanpassade produktval. Detta ska vidare stimulera producenter till en produktutveckling som tar större hänsyn till miljön. SIS Miljömärkning AB är både kvalitets- och miljöcertifierat..
Företaget bildades 1998 av Sveriges regering och SIS-Standardiseringen i Sverige med namnet SIS Miljömärkning AB och 2009 bytte man företagsnamn till det nuvarande.
Deras huvudkontor ligger i Stockholm.